# Hate (Sarcófago)
Hate è il quarto album studio della band death/black metal brasiliana Sarcófago, pubblicato nel 1994 per la Cogumelo Records.

## Tracce

### Side A
01 Intro / Song for my Death - 02:31
02 Pact of Cum - 03:57
03 The God's Faeces - 03:46
04 Satanic Terrorism - 02:11
05 Orgy of Flies - 04:44

### Side B
06 Hate - 02:25	
07 The Phantom - 05:01
08 Rhabdovirus (The Pitbull's Curse) - 03:07
09 Anal Vomit - 05:23
10 The Beggar's Uprising - 01:53

## Formazione
Wagner "Antichrist" Lamounier - voce e chitarra
Geraldo "Gerald Incubus" Minelli - basso
Eugênio "Dead Zone" - batteria programmata e tastiera